# Bolette Petri-Sutermeister
Pour les articles homonymes, voir Petri.
Bolette Petri-Sutermeister (née le 23 octobre 1920 à Kriens en Suisse et morte en mars 2018,) est une écrivaine helvético-danoise  de littérature de voyage, considérée comme « experte pour le Grand Nord, ».

## Biographie
La mère de Petri Sutermeister était danoise et son père était le propriétaire d'un production de pâtes à Lucerne ; elle a passé les huit premières années de sa vie dans la « villa Bleiche » à Kriens, avant que sa famille ne s’installe à Lucerne. En 1935, elle déménage avec sa mère après son divorce à Copenhague.
À seize ans, elle s'est d'abord rendue au Spitzberg. Elle a travaillé comme traductrice à Copenhague et a fait des études et des expéditions archéologiques au Groenland, en Laponie et au Spitzberg.
À Longyearbyen, elle a créé dans l'ancienne mine de charbon de John Munro Longyear, un musée « contenant des faits sur Svalbard ».
Jusqu'en 1992, elle a passé chaque été, de mai à septembre, au Spitzberg.
Les livres de Petri-Sutermeister se composent d'histoires qui contiennent généralement un voyage, par exemple, dans un train ou dans un avion, et se concentrent sur les descriptions de paysages. Son œuvre la plus célèbre est Eisblumen : Rencontres sur le Spitzberg.